# Patrick Bornhauser
 (avril 2023).

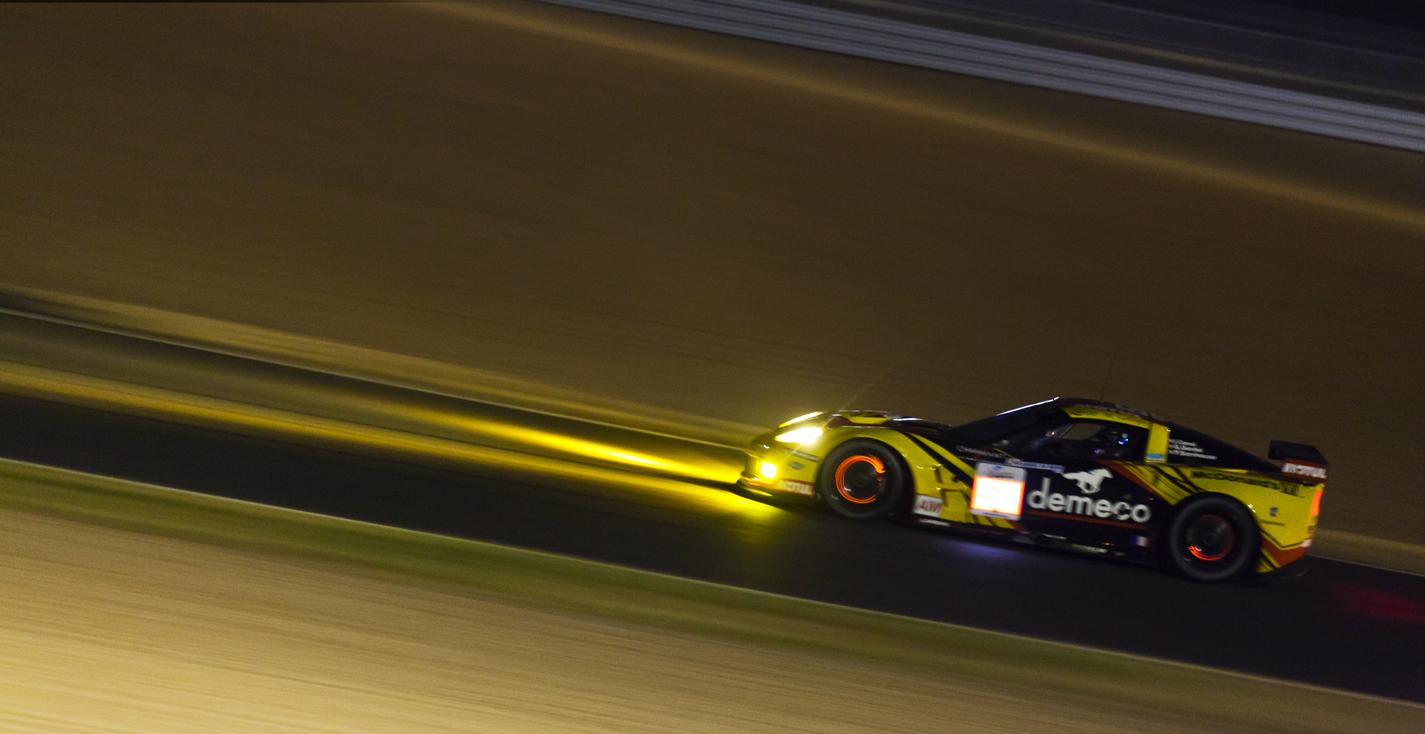
La Corvette de nuit au Mans en 2011

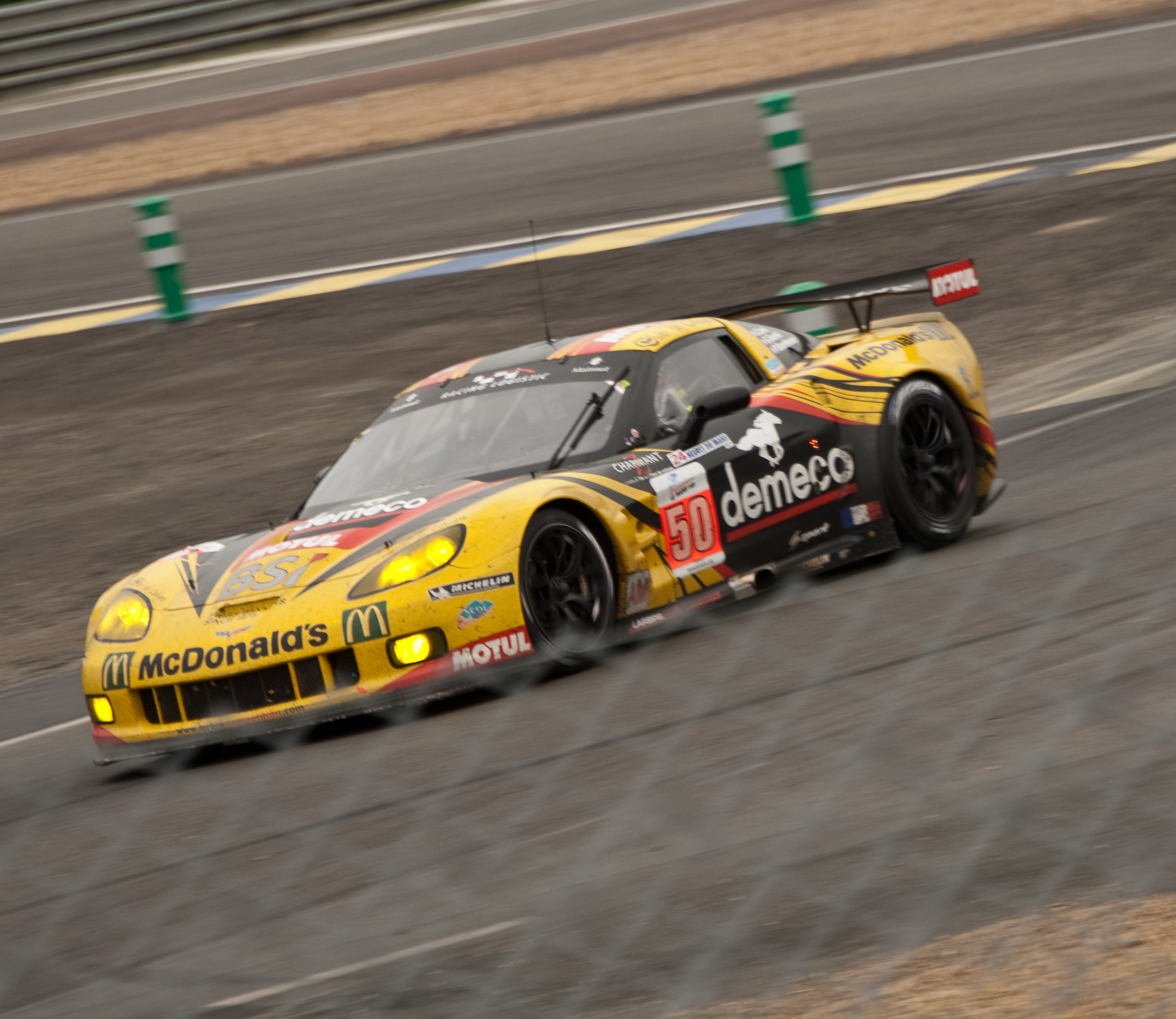
La Corvette au Mans en 2011

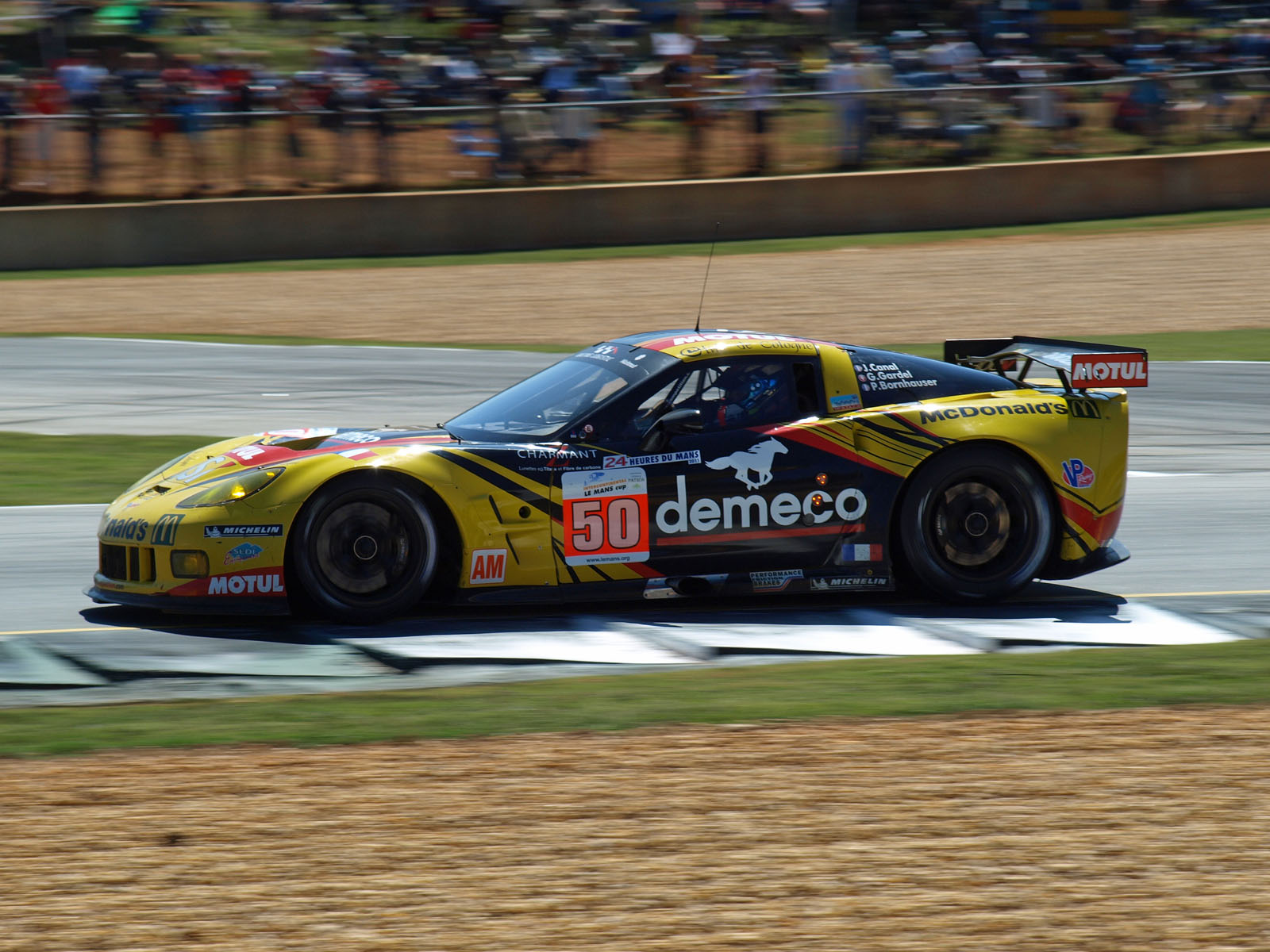
La Corvette au Petit Le Mans en 2011

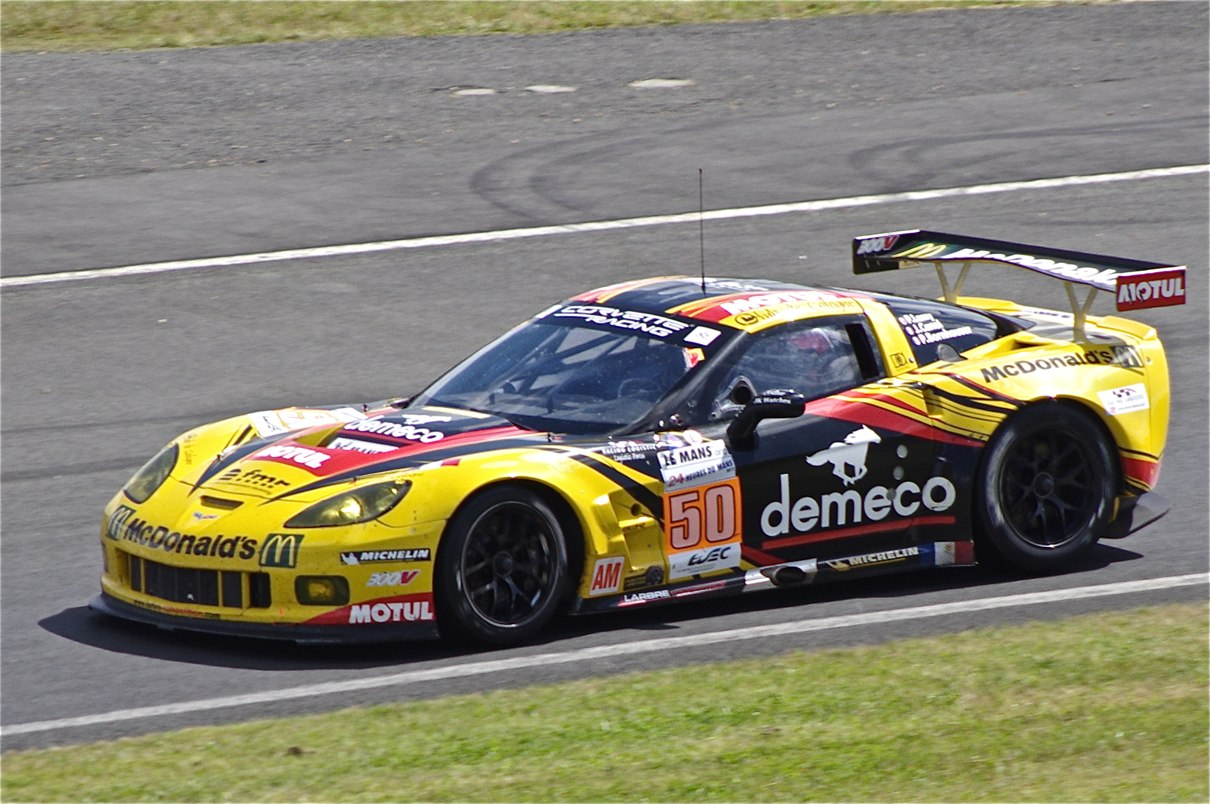
La Corvette au Mans en 2012

Patrick Bornhauser  est un chef d'entreprise et pilote automobile français né le 29 juin 1957 à Orléans.
Il dirige le groupe Demeco depuis 1986 et s'engage depuis 2012 dans le Championnat du monde d'endurance FIA au sein de l'écurie Larbre Compétition dont il est aussi un des sponsors.

## Biographie
Il commence la compétition automobile en 1975 dans des courses de côte.
En 1984, il remporte le Trophée Citroën Visa et finit 2e du Volant F3 La Châtre.

En 1985, il change de registre et participe à des rallyes-raids tels que le Rallye de l'Atlas et le Rallye des Pharaons ou il finit 1er en catégorie 4x4 de série.
Après une interruption de 9 ans, il retrouve la compétition en 1994 dans le Championnat de France Peugeot 905 Spider.
En 1995 il construit en compagnie de Jean-François Metz la VBM 4000GTC sous la marque VBM Automobiles (Voiture Bornhauser Metz). Cette GT est engagée en Championnat de France FFSA GT de 1998 jusqu'en 2002 et aussi quelques courses BPR en 1995 et 1996.
En 2003, il continue dans le Championnat de France FFSA-GT et finit vice-champion N-GT en remportant 5 victoires de catégorie.
En 2004 et 2005, il est champion de France FFSA-GT avec 3 victoires par année, et vice-champion de France FIA-GT3 en 2006 avec 3 victoires également.
À partir de 2007, il court pour le team Larbre Compétition.
Il remporte de nouveau le Championnat de France FFSA GT avec le team Larbre Compétition en 2008 sur une Saleen S7-R numéro 7 puis en 2010 sur une Porsche 997 GT3.

## Résultats aux 24 Heures du Mans
| Année | Voiture                     | Équipe                     | Équipiers                              | Résultat                   |
| ----- | --------------------------- | -------------------------- | -------------------------------------- | -------------------------- |
| 2006  | Ferrari 550 GTS Maranello   | Larbre Compétition         | Jean-Luc Blanchemain / Gabriele Gardel | Abandon                    |
| 2007  | Aston Martin DBR9           | Aston Martin Racing Larbre | Roland Bervillé / Gregor Fisken        | 27e                        |
| 2008  | Saleen S7-R                 | Larbre Compétition         | Christophe Bouchut / David Hallyday    | 28e                        |
| 2011  | Chevrolet Corvette C6.R ZR1 | Larbre Compétition         | Julien Canal / Gabriele Gardel         | 20e et vainqueur en GTE Am |
| 2012  | Chevrolet Corvette C6.R ZR1 | Larbre Compétition         | Pedro Lamy / Julien Canal              | 20e et vainqueur en GTE Am |